# Henry Wadsworth Longfellow
Henry Wadsworth Longfellow (Portland, 27 febbraio 1807 – Cambridge, 24 marzo 1882) fu un letterato statunitense, tra i primi traduttori nel mondo anglosassone delle opere in italiano e, più in generale, di quelle in lingue neolatine.
Tra i più noti poeti della Nuova Inghilterra dell'Ottocento, è autore di numerose opere tra cui Evangeline e Il faro. Fu acceso abolizionista negli anni della guerra di secessione americana insieme ad altri intellettuali che gravitavano nell'orbita di Harvard e del governatore del Massachusetts John Andrew.
Nel 1862, insieme a John R. Lowell, Oliver W. Holmes e George W. Greene, diede vita al cosiddetto Circolo Dante per promuovere negli Stati Uniti la diffusione della Divina Commedia di cui curò la prima traduzione in lingua inglese nel 1867. Grazie al successo di tale pubblicazione Dante divenne popolare nel continente nordamericano e in seguito il circolo, divenuto Dante Society, si impose come una delle più famose associazioni dantiste fuori d'Italia.

## Biografia

### Primi anni e istruzione
Longfellow nasce il 27 febbraio 1807 a Portland, nel Maine, figlio di Stephen e Zilpah (Wadsworth) Longfellow e cresce in quella che è conosciuta come la Wadsworth-Longfellow House. Suo padre è avvocato ed il nonno materno, Peleg Wadsworth, è stato generale dell'esercito durante la guerra d'indipendenza, nonché deputato al Congresso. Prende il nome dello zio Henry Wadsworth, tenente della marina, morto tre anni prima nella battaglia di Tripoli. I suoi sette fratelli sono Stephen (1805), Elizabeth (1808), Anne (1810), Alexander (1814), Mary (1816), Ellen (1818), e Samuel (1819).
Henry viene iscritto ad una Dame school all'età di tre anni ed a sei inizia a frequentare la Portland Academy, una scuola privata. Negli anni ivi trascorsi si guadagna la reputazione di giovane appassionato degli studi e impara il latino. Pubblica il suo primo poema, intitolato "The Battle of Lovell's Pond" (poema storico e patriottico di quattro stanze) sulla Gazzetta di Portland il 17 novembre 1820. Continua a frequentare la Portland Academy fino all'età di 14 anni e durante l'estate trascorre molto tempo alla fattoria del nonno Peleg a Hiram (Maine).
Nell'autunno del 1822 il quindicenne Longfellow si iscrive al Bowdoin College di Brunswick (Maine) insieme al fratello Stephen. Il nonno era uno dei fondatori del college e suo padre uno degli amministratori fiduciari. Lì incontra Nathaniel Hawthorne, che resterà suo amico per tutto il resto della vita. Entra poi a far parte della Peucinian Society, un gruppo di studenti con inclinazioni federaliste.
Inizia a cercare di farsi un nome in ambito letterario presentando poesie e brani in prosa a vari giornali e riviste; tra il gennaio 1824 ed il diploma, conseguito nel 1825, pubblica circa 40 poemi minori, 24 dei quali compaiono nel periodico The United States Literary Gazette.

### Il viaggio in Europa e l'insegnamento

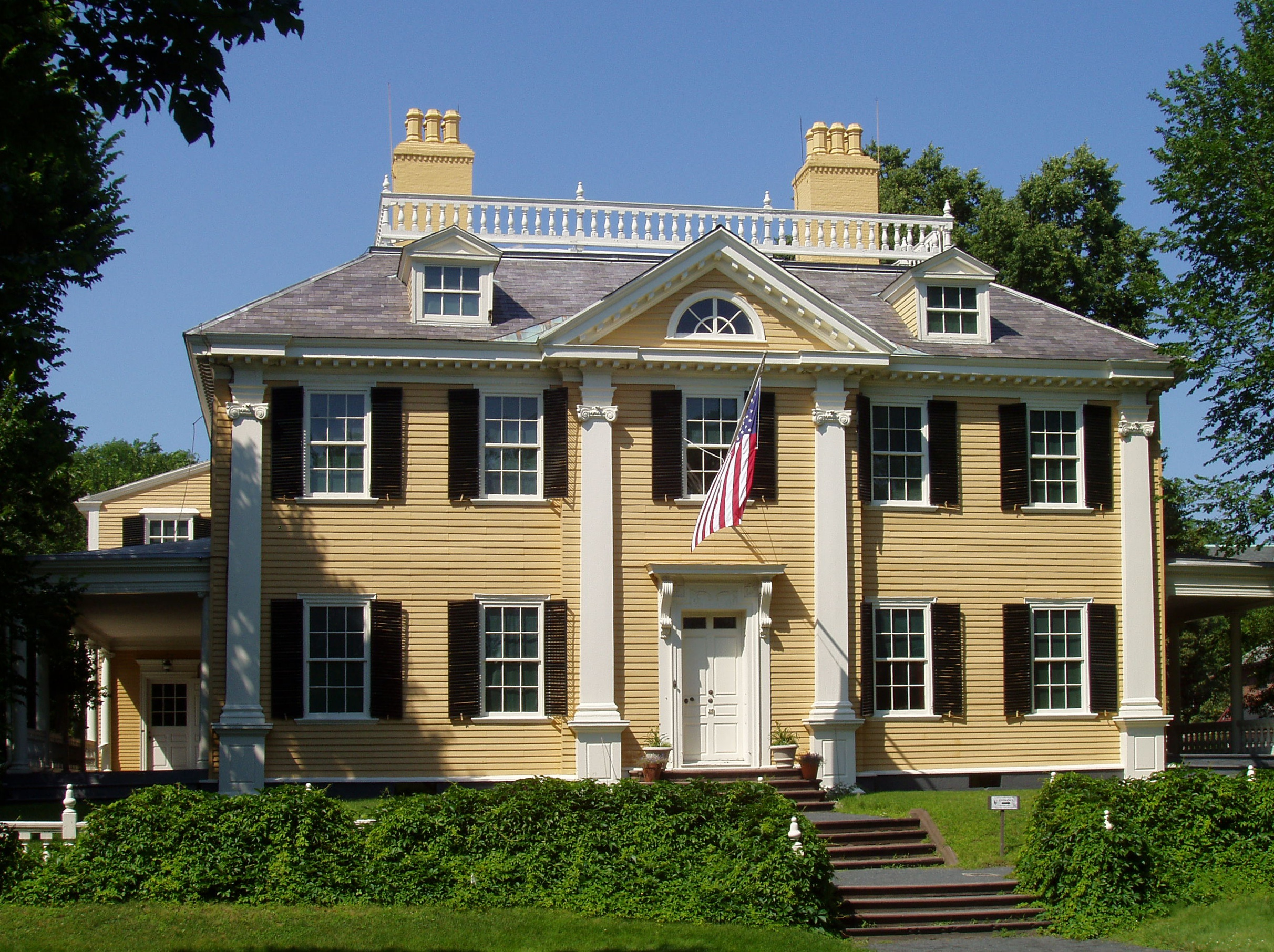
La casa di Longfellow a Cambridge

Dopo il conseguimento del diploma gli viene proposto un lavoro come professore di lingue moderne presso lo stesso college. Si dice, ma probabilmente si tratta di una storia inventata a posteriori, che Benjamin Orr, uno dei più importanti membri del consiglio di amministrazione, sia rimasto così impressionato dalle sue traduzioni di Orazio al punto di decidere di finanziargli un viaggio in Europa per studiare francese, spagnolo ed italiano. Qualsiasi sia stata la motivazione, il diciannovenne Longfellow parte per il suo tour europeo nel maggio del 1826, a bordo della nave Cadmus. Il viaggio dura all'incirca tre anni e costa al padre circa 2.600 dollari dell'epoca. Visita Francia, Spagna, Italia e Germania quindi, dopo un nuovo passaggio in Francia, l'Inghilterra. A Madrid frequenta Washington Irving che lo incoraggia a scrivere. Fa ritorno negli Stati Uniti a metà agosto del 1829.
Il 27 agosto 1829 scrive al rettore del Bowdoin College comunicandogli che rinuncia all'incarico in quanto considera lo stipendio offertogli di 600 dollari "non proporzionato rispetto agli incarichi richiesti". Gli amministratori allora aumentano l'offerta a 800 dollari, più altri 100 per ricoprire il posto di bibliotecario un'ora al giorno. Durante i suoi anni al college, scrive libri di testo in francese, italiano e spagnolo, oltre a un diario di viaggio intitolato Outre-Mer: A Pilgrimage Beyond the Sea, pubblicato inizialmente a puntate, mentre esce in seguito, in edizione unica, nel 1835.
Il 14 settembre 1831 sposa Mary Storer Potter, un'amica d'infanzia di Portland. La coppia si stabilisce a Brunswick, ma non è soddisfatta della sistemazione. Longfellow pubblica alcune opere ispirate da Irving, tra cui "The Indian Summer" e "The Bald Eagle" nel 1833.
Nel dicembre 1834, Longfellow riceve una lettera da Josiah Quincy III, il nuovo preside di Harvard, che gli offre la cattedra della Smith Professorship of Modern Languages, a patto di trascorrere almeno un anno all'estero. Nell'ottobre del 1835, durante il viaggio, la moglie abortisce al sesto mese di gravidanza. Non viene ricoverata in ospedale e il 29 novembre 1835 muore ad appena 22 anni dopo alcune settimane di sofferenza. Longfellow fa imbalsamare il suo corpo che viene trasportato fino al Mount Auburn Cemetery, nei pressi di Boston. Tre anni dopo scrive "Footsteps of Angels" ispirandosi alla loro storia d'amore. Dopo alcuni anni scrive anche il poema "Mezzo Cammin" per esprimere il proprio dolore per la perdita subita.
Al ritorno negli Stati Uniti, nel 1836, Longfellow inizia ad insegnare ad Harvard. Deve trasferirsi a Cambridge per abitare vicino al campus e quindi, nella primavera del 1837, si sistema alla Craigie House. Attualmente l'abitazione, rinominata Longfellow National Historic Site, è stata trasformata in un museo ed è protetta come bene culturale.. Costruita nel 1759, era stata quartier generale di George Washington durante l'assedio di Boston nel luglio 1775. Altri suoi celebri occupanti sono stati Jared Sparks, Edward Everett e Joseph Emerson Worcester. Longfellow iniziò a pubblicare alcune raccolte poetiche, tra cui Voices of the Night nel 1839 e Ballads and Other Poems nel 1841. Quest'ultima include "The Village Blacksmith" e "The Wreck of the Hesperus", che diventano immediatamente molto popolari.

### Il matrimonio con Frances "Fanny" Appleton
Longfellow inizia a corteggiare Frances "Fanny" Appleton, figlia di Nathan Appleton, un ricco industriale di Boston. All'inizio la ragazza non è interessata, ma Longfellow è molto determinato. Durante il corteggiamento compie spesso il tragitto da Harvard alla casa di lei a Boston a piedi, passando per il Boston Bridge. Nel 1906 quel ponte è demolito e rimpiazzato da uno nuovo, intitolato Longfellow Bridge. Durante il corteggiamento, Longfellow continua a scrivere e nell'autunno del 1839 pubblica Hyperion, un libro di racconti di viaggio che parla dei suoi tour all'estero. Nel 1843 pubblica anche una commedia, The Spanish Student, ispirata ai suoi ricordi del viaggio in Spagna negli anni venti.
Il 10 maggio 1843, dopo sette anni, Longfellow riceve una lettera da Fanny che acconsente al matrimonio. Troppo agitato per prendere una carrozza, corre fino alla casa di lei, 90 minuti di camminata: i due si sposano poco dopo. Nathan Appleton acquista per loro Craigie House come regalo di matrimonio. Longfellow ci trascorrerà quindi il resto della sua vita. I due hanno sei figli: Charles Appleton (1844-1893), Ernest Wadsworth (1845-1921), Fanny (1847-1848), Alice Mary (1850-1928), Edith (1853-1915), e Anne Allegra (1855-1934). Edith sposa Richard Henry Dana III, figlio del celebre poeta Richard Henry Dana. Quando Fanny jr. venne al mondo, il 7 aprile 1847, il dottor Nathan Cooley Keep somministra etere a Fanny Longfellow come anestetico; si tratta del primo intervento di questo tipo negli Stati Uniti. Pochi mesi dopo, il 1º novembre viene pubblicato il poema Evangelina. Il reddito procurato a Longfellow dalla sua attività letteraria aumenta considerevolmente: nel 1840 è di 219 dollari, ma nel 1850 cresce fino a 1.900.
Il 14 giugno 1853 Longfellow tiene una cena d'addio nella sua casa di Cambridge per il suo amico Nathaniel Hawthorne, che sta preparandosi al trasferimento in Europa, essendo stato nominato console a Liverpool. Poco dopo, nel 1854, si ritira da Harvard, dedicandosi interamente alla scrittura. Viene insignito di una laurea honoris causa in legge nel 1859.

### Morte di Frances

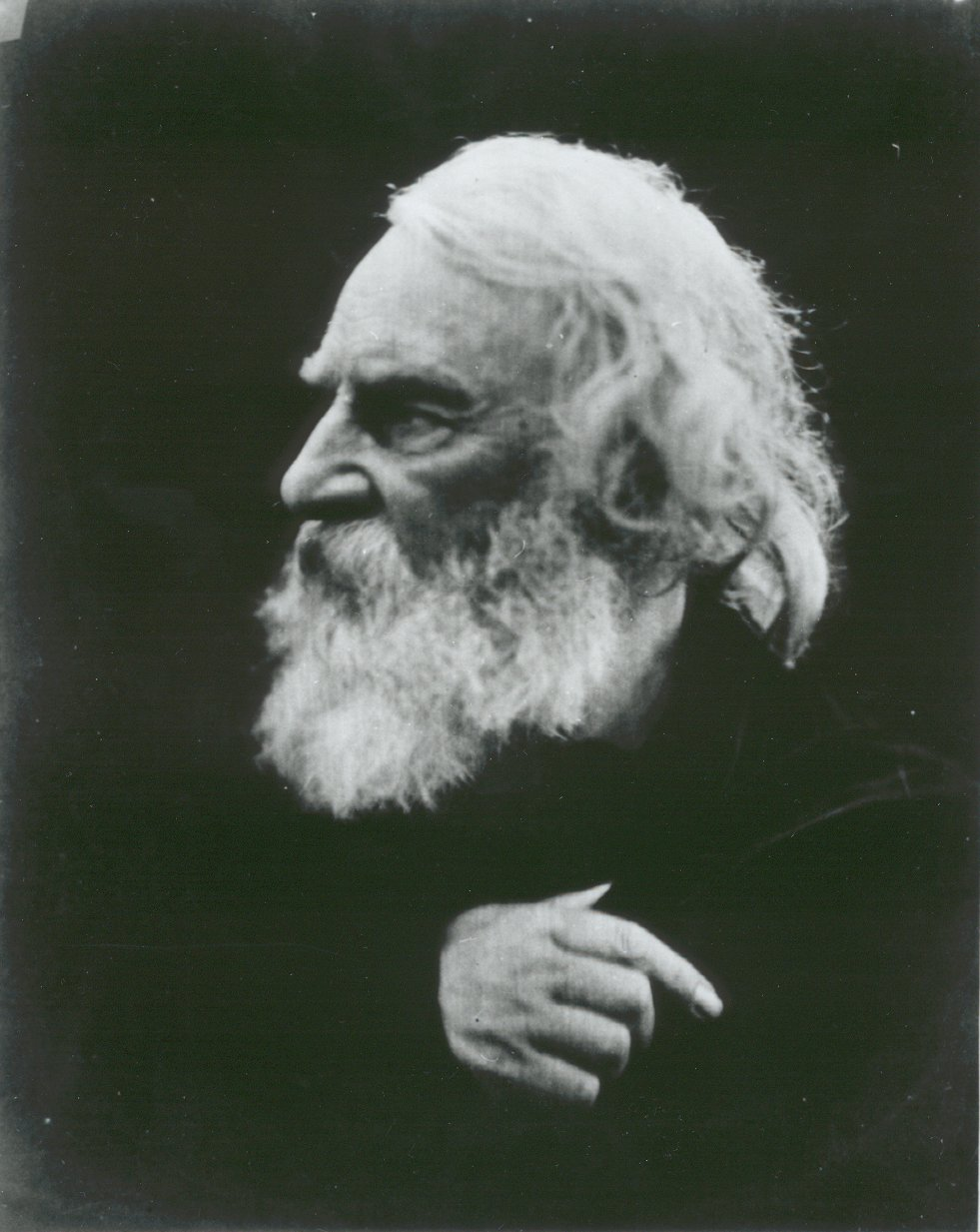
Longfellow nel 1868.

Il 9 luglio 1861 Fanny sta mettendo delle ciocche di capelli dei suoi bambini in una busta per poi chiuderla con un sigillo di cera, mentre il marito fa un pisolino. Improvvisamente il vestito della donna prende fuoco, anche se non è tuttora chiaro il motivo esatto; forse a causa della cera calda o di una candela caduta. Longfellow, svegliato dal pisolino, si affretta ad aiutare la moglie e le getta addosso un tappeto, ma è troppo piccolo. Soffoca allora le fiamme col suo stesso corpo, finendo per ustionarsi seriamente. Oltre mezzo secolo dopo, la figlia minore, Annie, ha spiegato la storia differentemente, sostenendo che il fuoco fosse partito da un fiammifero caduto al suolo.
Fanny viene trasportata nella sua stanza e viene chiamato d'urgenza un dottore. La donna alterna stati di lucidità ed incoscienza per tutta la notte e le viene somministrato dell'etere. Il mattino seguente muore poco dopo le 10, dopo aver chiesto una tazza di caffè. Longfellow, cercando di salvarla, si è ustionato in modo così serio da non poter partecipare al funerale. Le ferite sulla faccia sono così gravi da indurlo a smettere di radersi, e da quel momento la sua barba diventa una sorta di segno distintivo. Devastato dalla morte della donna, Longfellow non si riprende più ed occasionalmente ricorre a laudano ed etere per alleviare i dolori. Esprime la sua afflizione nel sonetto The Cross of Snow (1879), scritto per commemorare la tragedia diciotto anni più tardi.

### Ultimi anni e morte

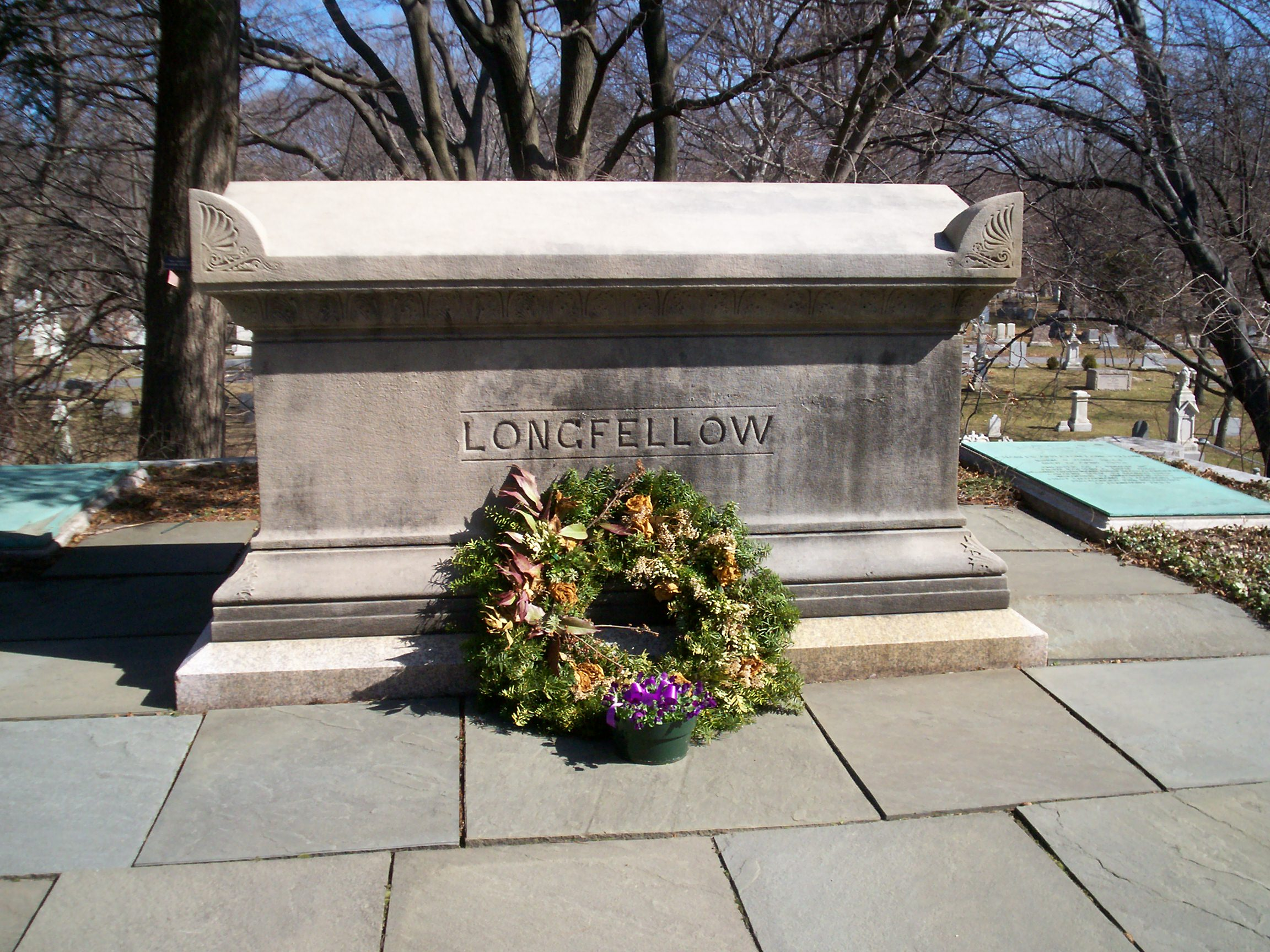
Tomba di Henry Wadsworth Longfellow

Longfellow passa diversi anni a tradurre la Divina Commedia di Dante Alighieri. Per farsi aiutare a perfezionare la traduzione e correggere le bozze, invita gli amici a incontri settimanali ogni mercoledì, iniziando nel 1864. Il "Dante Club", com'è chiamato, include William Dean Howells, James Russell Lowell, Charles Eliot Norton e altri ospiti occasionali.
Nel marzo del 1882, Longfellow si mette a letto con un grande mal di stomaco. Sopporta il dolore per alcuni giorni aiutandosi con dell'oppio, prima di morire, circondato dalla famiglia, venerdì 24 marzo 1882. Soffriva di peritonite. È sepolto insieme alle due mogli al Mount Auburn Cemetery di Cambridge, Massachusetts.

## Scrittura

### Stile
Sebbene gran parte del suo lavoro sia categorizzato come poesia lirica, Longfellow ha sperimentato molte altre forme, tra cui l'esametro ed il verso libero. Le sue poesie testimoniano una grande versatilità. Normalmente Longfellow considerava per molto tempo il soggetto delle sue idee poetiche, prima di decidere quale fosse la forma metrica più adatta.
Longfellow usa spesso allegorie nei suoi lavori. Anche se nelle sue opere ricorreva frequentemente a didatticismi, ne fa un uso più misurato negli ultimi anni. Molte delle metafore presenti nelle sue poesie, provengono da leggende, mitologia e letteratura; è stato ispirato, ad esempio, dalla mitologia norrena per “The Skeleton in Armor” e da leggende finlandesi per “The Song of Hiawatha". Egli scrive raramente di soggetti correnti e sembra distaccato da quanto concerne la letteratura americana dell'epoca. Ciononostante, Longfellow, come molti altri del periodo, cercò di sensibilizzare sullo sviluppo qualitativo della letteratura americana.

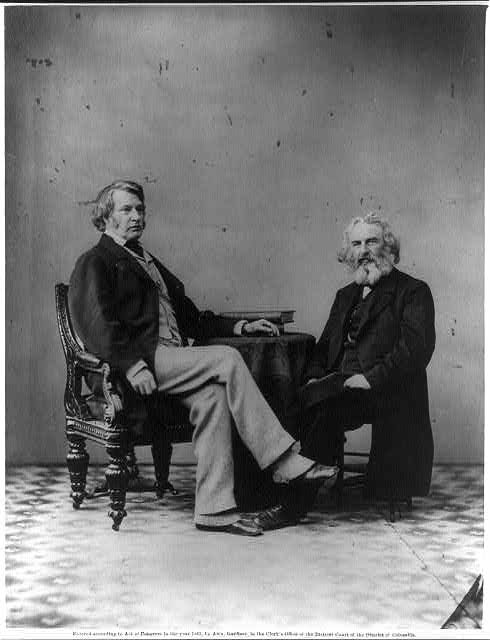
Longfellow (a destra) ed il suo amico senatore Charles Sumner

### Risposta della critica
Le prime collezioni, Voices of the Night e Ballads and Other Poems, lo resero immediatamente popolare. Il New-Yorker lo definì «uno dei pochi del nostro tempo che è riuscito con successo a portare la poesia al suo uso migliore». Il Southern Literary Messenger posizionò Longfellow immediatamente «tra i primi poeti americani». La rapidità con cui i lettori americani abbracciarono Longfellow non ha paragoni in tutta la storia letteraria dell'America, nel 1874 arrivava a guadagnare 3000 dollari a poesia. Durante gli ultimi due decenni della sua vita, ricevette spesso richieste di autografi da sconosciuti, a cui rispose sempre.
Edgar Allan Poe scrisse a Longfellow nel maggio del 1841, parlandogli della «fervente ammirazione che il tuo genio ha ispirato in me», successivamente lo descrisse come «indiscutibilmente il miglior poeta in America». Comunque, quando la sua reputazione di critico crebbe, Poe lo accusò pubblicamente di plagio. Le sue accuse potevano essere anche solo una trovata pubblicitaria del Broadway Journal, per il quale era editore. Longfellow non rispose pubblicamente, ma dopo la morte di Poe, scrisse: «non ho mai attribuito la durezza della sua critica ad altro se non all'irritazione di una natura sensibile seccata da un indefinito senso di sbagliato».
Margaret Fuller lo ha giudicato come «finto e imitatore», senza forza. Anche il poeta Walt Whitman lo considerava un imitatore delle forme europee, anche se ebbe modo di lodare la sua abilità di raggiungere il popolo. Lewis Mumford disse che Longfellow avrebbe potuto essere completamente rimosso dalla storia della letteratura senza creare alcun problema. Verso la fine della sua vita, i contemporanei lo considerarono più come un poeta per bambini, dal momento che la maggioranza dei suoi lettori erano proprio bambini.

## Eredità
Longfellow era il poeta più popolare del suo tempo. Era una figura così ammirata che il suo settantesimo compleanno, nel 1877, venne celebrato come una festa nazionale, con parate, discorsi e letture delle sue poesie. Era diventato la prima celebrità americana ed era popolare anche in Europa. A Londra, in un solo giorno sono state vendute 10000 copie di The Courtship of Miles Standish. Nel 1884 era il primo e l'unico scrittore non britannico ad avere un busto commemorativo a Westminster Abbey.
Con gli anni, la personalità di Longfellow è diventata parte della sua reputazione. È stato presentato come un'anima poetica, gentile e placida, un'immagine perpetuata dal fratello Samuel Longfellow, autore di una biografia che enfatizza proprio quei tre punti. In realtà, la vita di Longfellow era molto più difficile di quanto si supponeva. Soffriva di nevralgia, che gli causava un dolore costante, ed aveva anche poca vista. Era molto tranquillo e riservato, negli ultimi anni divenne famoso per l'essere addirittura asociale e l'evitare di uscire da casa.
La sua popolarità calò negli anni, in quanto gli accademici iniziarono ad apprezzare Walt Whitman, Edwin Arlington Robinson, e Robert Frost.

## Curiosità
- Molte scuole sono a lui intiolate ed è il protagonista de Il Circolo Dante, romanzo giallo di Matthew Pearl del 2003.[75]
- Nel marzo del 2007 il servizio postale degli Stati Uniti ha stampato un francobollo commemorativo a lui dedicato.
- Il musicista Antonín Dvořák affermò di aver scritto i due movimenti centrali (II. Largo - III. Scherzo: Molto vivace) della sua ''Sinfonia Dal Nuovo Mondo'' (n.9, op. 95) ispirandosi al Song of Hiawatha di Henry Longfellow. Il compositore, che se l'era visto proporre più volte ma invano come soggetto per un'opera, aveva letto ed apprezzato il poema nella traduzione in ceco di J.V. Sládek.

## Opere

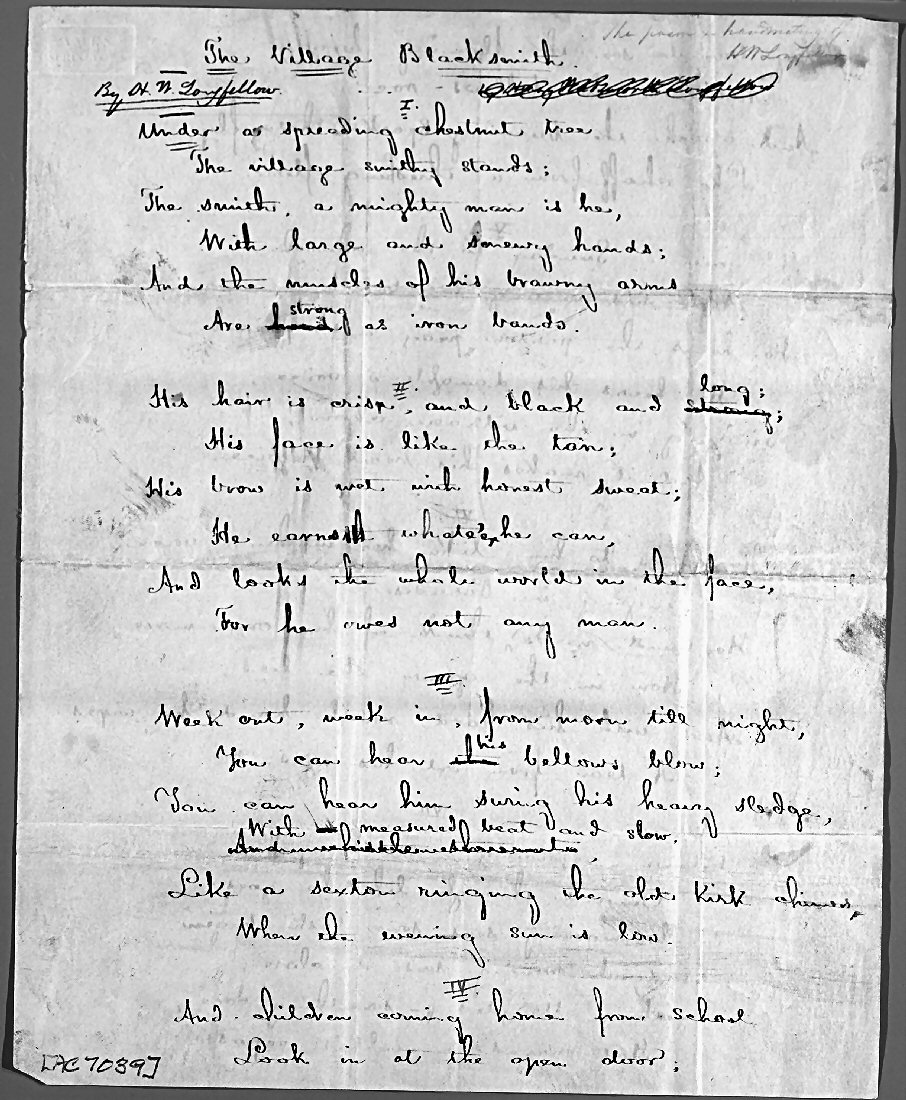
The Village Blacksmith, pagina 1 del manoscritto

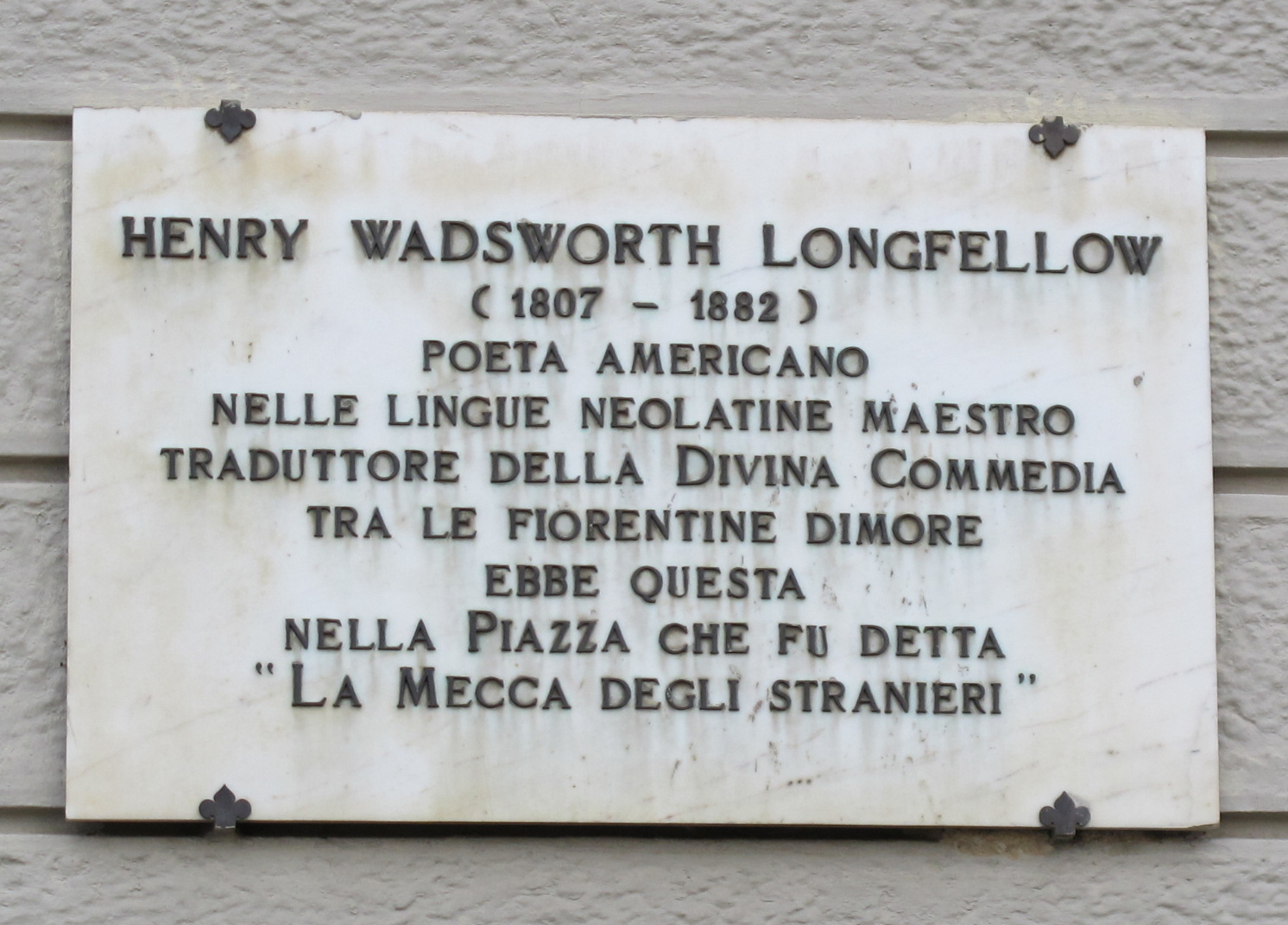
Targa a Henry Wadsworth Longfellow, piazza Santa Maria Novella, Firenze

- Outre-Mer: A Pilgrimage Beyond the Sea (diario di viaggio) (1835)
- Hyperion, a Romance (1839)
- The Spanish Student. A Play in Three Acts (1843)[32]
- Evangeline o Un racconto dell'Acadia (poema epico) (1847)
- Kavanagh: A Tale (1849)
- The Golden Legend (poema) (1851)
- The Song of Hiawatha (poema epico) (1855)
- The Children's Hour (1860)
- Household Poems (1865)
- The New England Tragedies (1868)
- The Divine Tragedy (1871)
- Christus: A Mystery (1872)
- Aftermath (poema) (1873)
- The Reaper and the Flowers (unknown)
- The Bell of Atri (da The Sicilian's Tale) (1863-1872)
- Michael Angelo (pubblicato postumo)[76]

Poesie
- Birds of Passage
- Voices of the Night (1839)
- Ballads and Other Poems (1841)
- Poems on Slavery (1842)
- The Belfry of Bruges and Other Poems (1845)
- The Seaside and the Fireside (1850)
- The Courtship of Miles Standish and Other Poems (1858)
- Tales of a Wayside Inn (1863)
- Flower-de-Luce (1867)
- Three Books of Song (1872)
- The Masque of Pandora and Other Poems (1875)
- Kéramos and Other Poems (1878)
- Ultima Thule (1880)
- In the Harbor (1882)

Antologie e traduzioni
- Coplas de Don Jorge Manrique (tradotto dallo spagnolo) (1833)
- The Waif (antologia di altri autori – 1845)[32]
- Poets and Poetry of Europe (tradotto) (1844)[32]
- Divina Commedia di Dante (tradotto) (1867). Edizione critica su academia.edu

### Altre fonti
- Arvin, Newton. Longfellow: His Life and Work. Boston: Little, Brown and Company, 1963.
- Bayless, Joy. Rufus Wilmot Griswold: Poe's Literary Executor. Nashville: Vanderbilt University Press, 1943.
- Brooks, Van Wyck. The Flowering of New England. New York: E. P. Dutton and Company, Inc., 1952.
- Calhoun, Charles C. Longfellow: A Rediscovered Life. Boston: Beacon Press, 2004. ISBN 0-8070-7026-2.
- McFarland, Philip. Hawthorne in Concord. New York: Grove Press, 2004. ISBN 0-8021-1776-7.
- Silverman, Kenneth. Edgar A. Poe: Mournful and Never-ending Remembrance. New York: Harper Perennial, 1991. ISBN 0-06-092331-8.
- Wagenknecht, Edward. Henry Wadsworth Longfellow: Portrait of an American Humanist. New York: Oxford University Press, 1966.
- Williams, Cecil B. Henry Wadsworth Longfellow. New York: Twayne Publishers, Inc., 1964.